# Арково (река)
Арково — река на острове Сахалин, протекает по Невельскому району Сахалинской области. Длина реки — 22 км. Площадь водосборного бассейна — 83,8 км². Уклон реки — 10,5 м/км.

## Географическое положение
Арково стекает с Камышового хребта (перевал Камышовый) в Татарский пролив. Течёт сначала на северо-запад до урочища 21-й километр, потом — в западном направлении. Долина реки поросла елово-берёзовым и елово-пихтовым лесом. На реке стоит сёла Арково и Чеховское, а около устья — Арково-Берег.
Основные притоки — Журавлёвка, Самохинский — впадают справа. Также впадают несколько меньших ручьёв.

## Описание
Река Арково является горной речкой, берёт начало в овраге, расположенном в нескольких десятках метров от Камышового перевала. Река неширокая, всего 2-4 метра, с каменистым руслом, периодически встречаются пороги. Вода преимущественно холодная, в засушливый сезон, когда река мелеет, вода прогревается до более высоких значений.
Арково достаточно извилистая река, неоднократно пересекает долину от хребта к хребту, с быстрым течением, благодаря большому перепаду высот- уклон в сторону моря составляет 1,054 см на 1 м русла.
Река имеет довольно большой водосбор: в нее впадают несколько крупных ручьев, пополняющих её круглогодично (ручей на 27 км, на 25 км, ручей Журавлёвской пади, ручей Самохинской пади) и более мелких: ручей на 21 км, на 19 км, на 30 км, на 28 км и еще несколько на разных высотах. Во время паводка река становится довольно бурной, способной сносить мосты, изменять русло из-за заторов, учиненных ею самой. В 2006 году по этой причине началось строительство бетонных мостов. На данный момент их насчитывается 14 шт и 10 водопропускных труб.

## Название
Название реки в разных источниках пишется в двух вариациях: Арково (упоминание горного инженера, геолога Э. Э. Анерта в труде «Богатства недр Дальнего востока», на дорожных указателях через реку название звучит как «Арковка».
Название происходит от нивхского топонима Арк’и-во: «арк’е»- крупная корюшка, «и» — река, «во» — селение.

## Фауна
Арково издавна славилась большим количеством корюшки в своих водах. Зачастую её использовали как корм для скота. Так же в реке водится: мальма, таймень, таймень Сахалинский (чавица), сима (масу)/нерест, горбуша/нерест, кунжа, мелкочешуйчатая красноперка, вахня (дальневосточная навага), мойва, сельдь.

## Флора
На берегах реки произрастают: ель, пихта, береза (черная и белая), рябина, ольха, осина, ильм (вяз), тополь, ива, боярка, черемуха, дуб, багульник болотный, можжевельник, в горах Арковской долины, в Журавлевской пади можно встретить — древовидный дуб, лиственницу, сосну.

## Упоминания
Река Арково упоминается в путевых заметках Чехова А. П.: «Речка Аркай впадает в Татарский пролив верст на 8-10 севернее Дуйки (Александровки). Еще недавно она была настоящей рекою и в ней ловили горбушу, а теперь же вследствие лесных пожаров и порубок она обмелела и к лету пересыхает совершенно. Впрочем, во время сильных дождей она разливается по-весеннему, бурно и шумно и тогда дает знать о себе. Уже случалось, что она смывала с берегов огороды и уносила в море сено и весь поселенческий урожай. Уберечься от такой беды невозможно, так как долина узка и уйти от реки можно только в горы».